# 卡洛·杜兰特
卡洛·杜兰特（義大利語：Carlo Durante，1946年6月27日—2020年5月24日），意大利男子田径运动员。他曾代表意大利参加1992年、1996年、2000年和2004年夏季残疾人奥林匹克运动会田径比赛，获得一枚金牌、一枚银牌和一枚铜牌。